# Ebeye

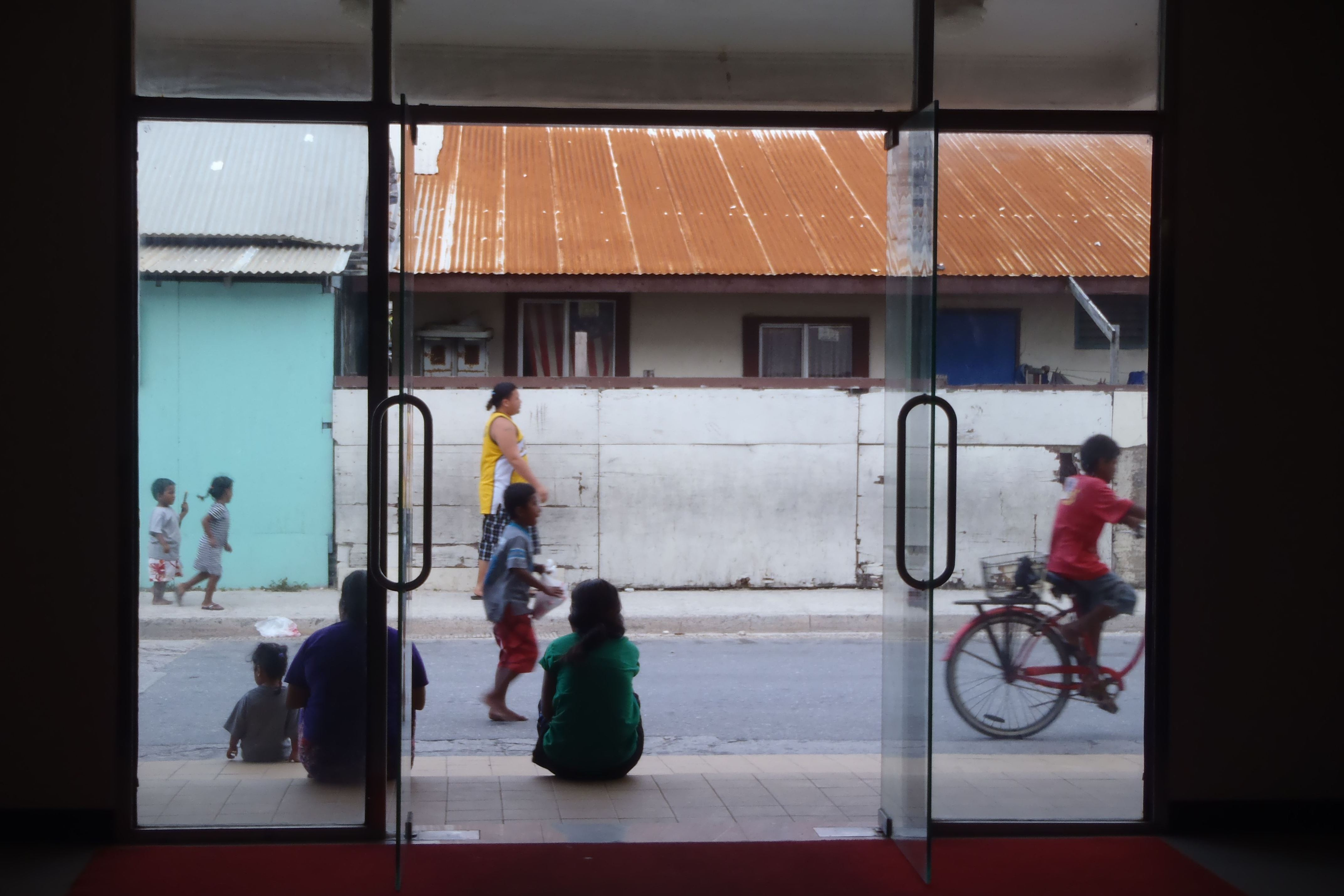
Une rue d'Ebeye.

Ebeye est l'île la plus peuplée de l'atoll Kwajalein des Îles Marshall. Avec 9 627 habitants en 2012, c'est la deuxième ville du pays derrière la capitale Delap-Uliga-Darrit. Ceux-ci vivent sur une surface d'environ 36 hectares, soit une densité de plus de 26 000 habitants par kilomètre-carré, la plus forte des Îles Marshall. Ebeye faisait partie du protectorat allemand de la Nouvelle-Guinée allemande de 1884 à 1919.
Certains habitants d'Ebeye sont des victimes ou des descendants de victimes des radiations de l'essai nucléaire Castle Bravo, la bombe H la plus puissante jusqu'ici testée par les États-Unis le 1er mars 1954. Les autorités américaines ont évacué Rongelap, et la plupart se sont installés à Ebeye.